# Hommes
Hommes är en kommun i departementet Indre-et-Loire i regionen Centre-Val de Loire i de centrala delarna av Frankrike. Kommunen ligger i kantonen Château-la-Vallière som tillhör arrondissementet Tours. År 2022 hade Hommes 867 invånare.

## Befolkningsutveckling
Antalet invånare i kommunen Hommes
Referens:INSEE